# Ryszard Wilk
Ryszard Jakub Wilk (ur. 24 marca 1987 w Krynicy) – polski polityk i przedsiębiorca, poseł na Sejm X kadencji.

## Życiorys

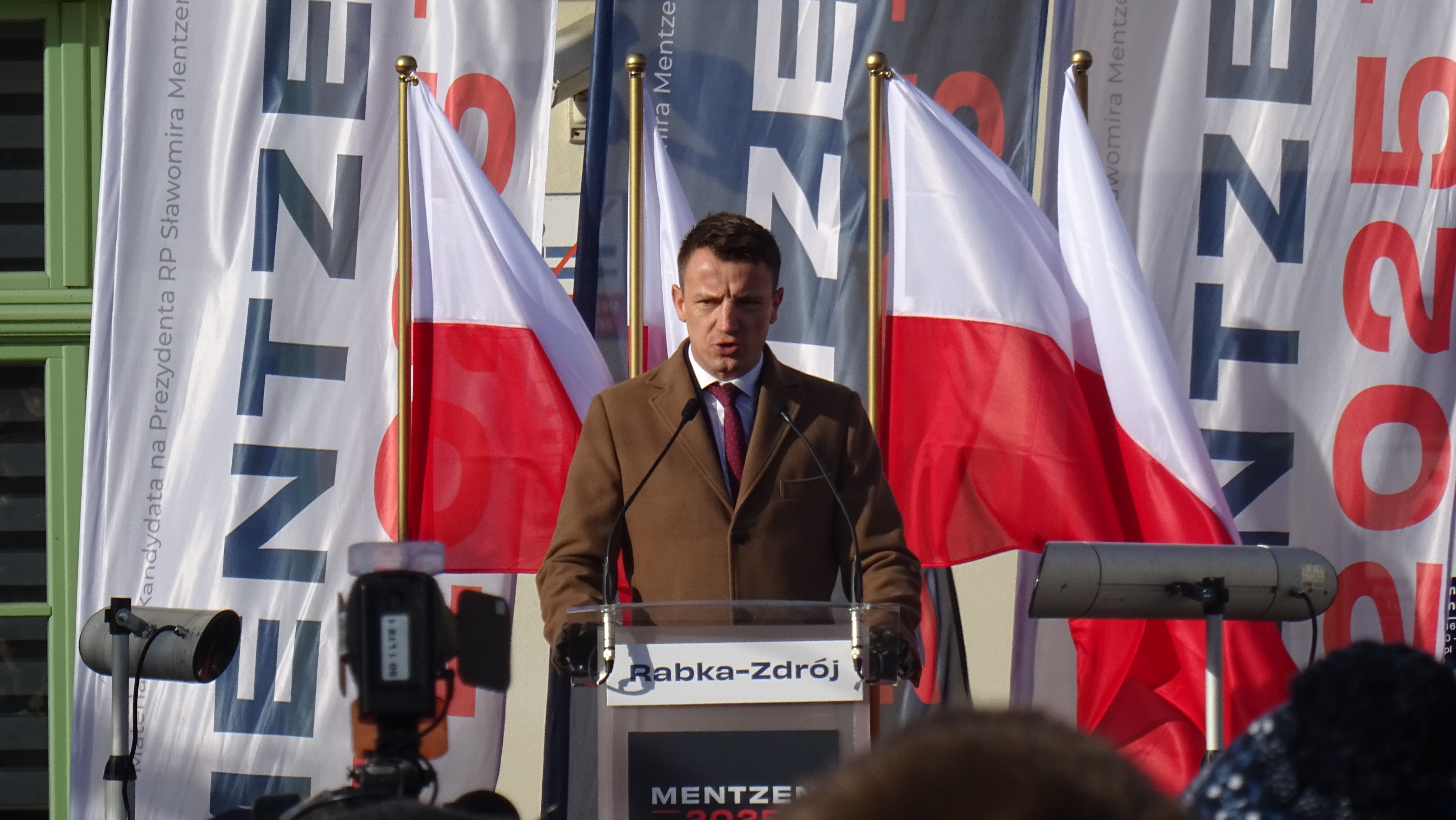
Ryszard Wilk na spotkaniu przedwyborczym Sławomira Mentzena (2025)

Syn Marii i Mikołaja. Ukończył studia inżynierskie na Uniwersytecie Rolniczym w Krakowie na kierunku geodezja i kartografia (2015). Zajął się prowadzeniem własnej działalności gospodarczej. Został także ratownikiem wodnym.
Dołączył do partii KORWiN (przemianowanej w 2022 na Nową Nadzieję). W wyborach parlamentarnych w 2019 bez powodzenia ubiegał się o mandat poselski z listy Konfederacji Wolność i Niepodległość w okręgu nowosądeckim. Startował z 9. miejsca na liście, zdobywając 2778 głosów (2. wynik wśród kandydatów jego ugrupowania w okręgu).
W wyborach w 2023 został liderem listy Konfederacji w tym samym okręgu. Uzyskał mandat posła X kadencji, otrzymując 19 374 głosy (4,53% wszystkich oddanych głosów w okręgu). W 2024 bezskutecznie ubiegał się o urząd prezydenta Nowego Sącza. W tym samym roku startował również w wyborach do Parlamentu Europejskiego z okręgu nr 12.
20 lutego 2025 uczestniczył w posiedzeniu plenarnym Sejmu, będąc w stanie wskazującym na spożycie alkoholu. Na polecenie marszałka Sejmu Szymona Hołowni został wyprowadzony przez innego posła z sali obrad. Następnego dnia Ryszard Wilk podał, że zmaga się z chorobą alkoholową i został bezterminowo zawieszony w prawach członka klubu Konfederacji.

## Postępowanie karne
W maju 2025 prokurator skierował do sądu akt oskarżenia przeciwko politykowi. Zarzucił mu znieważenie policjantów, zmuszanie jednego z nich do zaniechania interwencji służbowej oraz naruszenie jego nietykalności cielesnej, co dotyczyło wydarzeń z maja 2024. Ryszard Wilk przeprosił za swoje zachowanie w mediach, w toku postępowania sam zrzekł się immunitetu poselskiego.

## Życie prywatne
Jest żonaty, ma troje dzieci. Zamieszkał w Białej Niżnej.

## Wyniki w wyborach ogólnopolskich
| Wybory | Komitet wyborczy                | Komitet wyborczy                     | Organ            | Okręg        | Wynik        |
| ------ | ------------------------------- | ------------------------------------ | ---------------- | ------------ | ------------ |
| 2019   |                                 | Konfederacja Wolność i Niepodległość | Sejm IX kadencji | nr 14        | 2778 (0,75%) |
| 2023   | Sejm X kadencji                 | Konfederacja Wolność i Niepodległość | 19 374 (4,53%)   | nr 14        |              |
| 2024   | Parlament Europejski X kadencji | Konfederacja Wolność i Niepodległość | nr 12            | 7748 (0,68%) |              |